# Didier Muñoz
Didier Gregorio Muñoz Arbeláez (Andes, Antioquia, Colombia; 1 de julio de 1979) es un exfutbolista colombiano. Jugaba como portero y actualmente se desempeña como preparador de arqueros en el cuerpo técnico de Bolillo Gómez en las Águilas Doradas.

## Trayectoria

### Como Asistente
Luego de colgar los guantes y los botines en 2012 después de 13 años activo como jugador profesional, Didier recibe el llamado de Hernan Dario "Bolillo" Gómez en el año 2014 para que él hiciera parte del cuerpo técnico en la Selección de fútbol de Panamá a lo cual accede y desde ese momento hace parte de la selección canalera desde el banquillo específicamente como entrenador de arqueros, lo asistió en 70 partidos desde 2014 hasta 2018.

## Clubes

### Como jugador
| Club                | País                | Año                 | Partidos |
| ------------------- | ------------------- | ------------------- | -------- |
| Envigado F. C.      | Colombia            | 1999-2001           | 48       |
| Deportivo Pasto     | Colombia            | 2002                | 6        |
| DIM                 | Colombia            | 2003-2004           | 1        |
| Deportivo Antioquia | Colombia            | 2004                | ?        |
| Real Cartagena      | Colombia            | 2005-2006           | 59       |
| Millonarios         | Colombia            | 2006                | 6        |
| Imbabura SC         | Ecuador             | 2007                | 1        |
| Junior              | Colombia            | 2007-2010           | 80       |
| Cúcuta Deportivo    | Colombia            | 2011                | 13       |
| José Gálvez         | Perú                | 2012                | 0        |
| Leones              | Colombia            | 2013                | 12       |
| Total en su carrera | Total en su carrera | Total en su carrera | 226      |

### Como asistente (preparador de arqueros)
| País     | Club                   | Año         | Asistente De                   |
| -------- | ---------------------- | ----------- | ------------------------------ |
| Panamá   | Selección Absoluta     | 2014 - 2018 | Bolillo Gómez                  |
| Ecuador  | Selección Absoluta     | 2018 - 2019 | Bolillo Gómez                  |
| Colombia | Independiente Medellín | 2021 - 2022 | Bolillo Gómez y David González |
| Colombia | Águilas Doradas        | 2024 - act  | Bolillo Gómez                  |

## Palmarés

### Campeonatos nacionales
| Título          | Club   | País     | Año  |
| --------------- | ------ | -------- | ---- |
| Torneo Apertura | Junior | Colombia | 2010 |